# Diuris conspicillata
Diuris conspicillata är en orkidéart som beskrevs av David Lloyd Jones. Diuris conspicillata ingår i släktet Diuris och familjen orkidéer. Inga underarter finns listade i Catalogue of Life.